# روبرت ليوبيسيتش
روبرت ليوبيسيتش (بالألمانية: Robert Ljubicic)‏ هو لاعب كرة قدم نمساوي في مركز الوسط، ولد في 14 يوليو 1999 في النمسا. لعب مع نادي سانت بولتن.

## وصلات خارجية
- روبرت ليوبيسيتش على موقع الاتحاد الأوربي (الإنجليزية)
- روبرت ليوبيسيتش على موقع اتحاد كرواتيا (الكرواتية)
- روبرت ليوبيسيتش على موقع قاعدة بيانات كرة القدم.إي يو (الإنجليزية)
- روبرت ليوبيسيتش على موقع Soccerway.com (الإنجليزية)
- روبرت ليوبيسيتش على موقع عالم كرة القدم.نت (الإنجليزية)